# Hagenrathaus

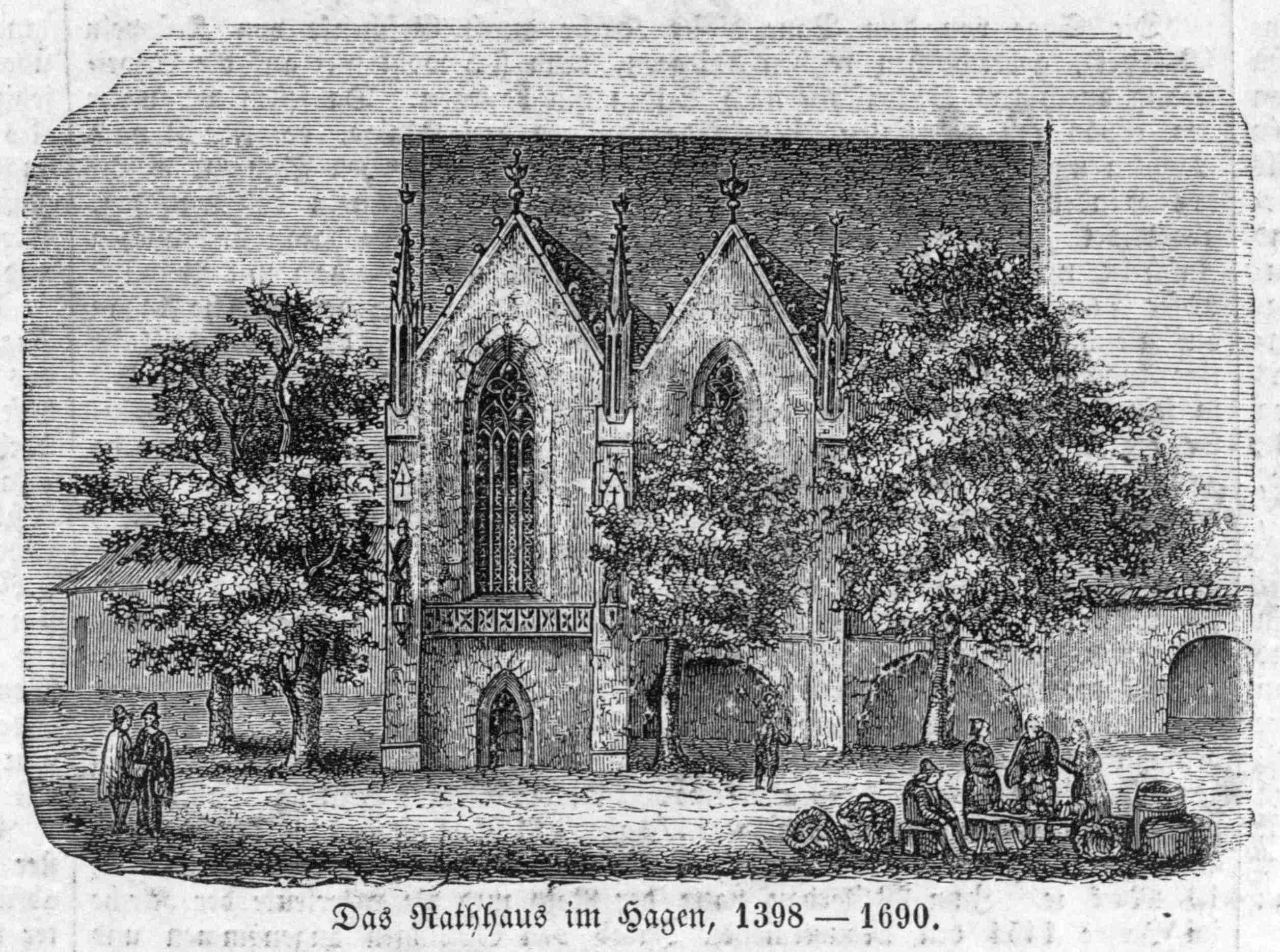
Hagenrathaus

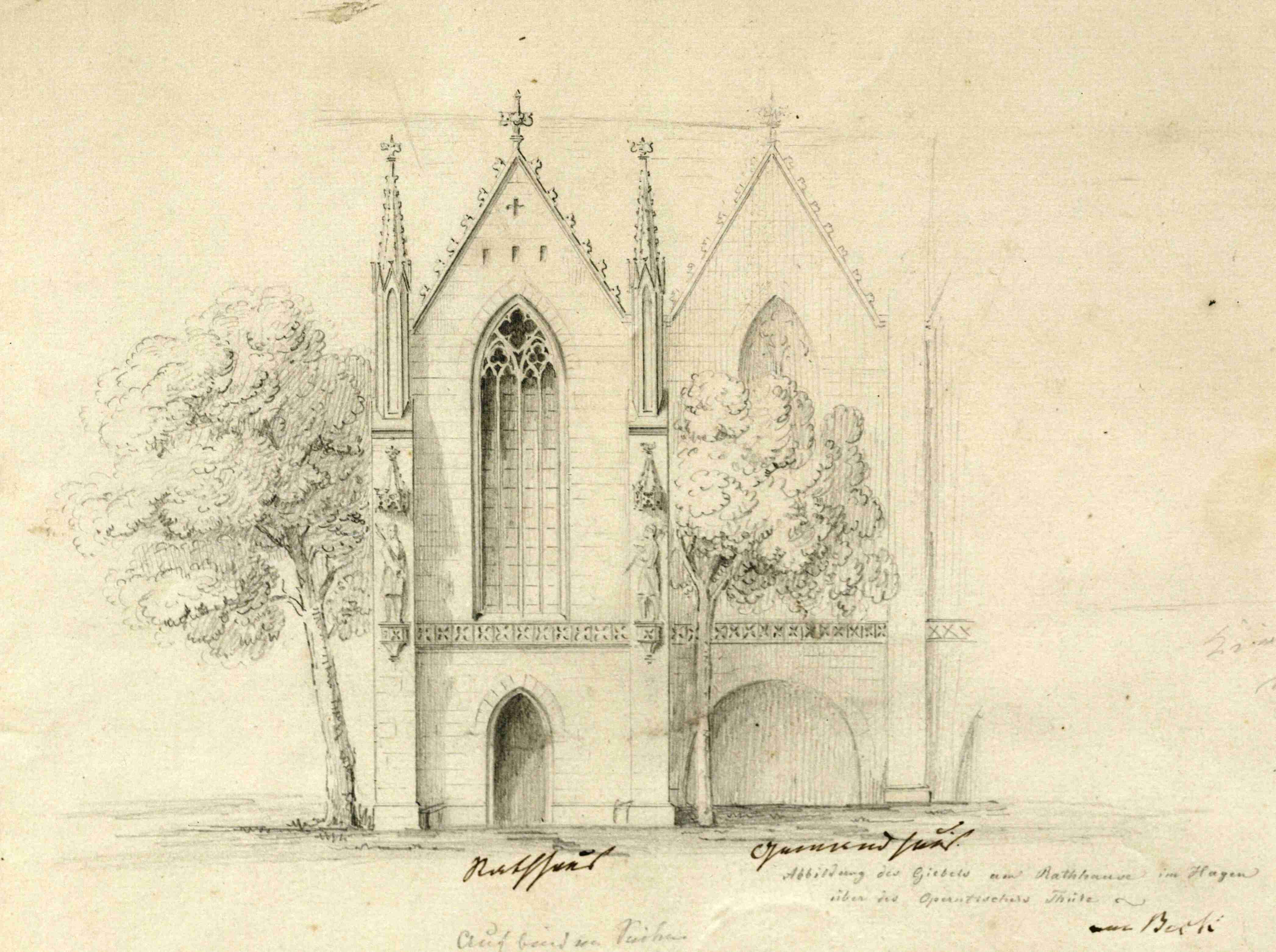
Detail des Hagenrathauses

Das Hagenrathaus war das Rathaus des Braunschweiger Weichbildes Hagen. Es befand sich am Hagenmarkt, direkt vor der Katharinenkirche. Das Rathaus bestand vom 13. Jahrhundert und wurde bis ins 17. Jahrhundert als solches genutzt. Anschließend wurde es durch Umbau zum Opernhaus am Hagenmarkt und im Jahr 1861 abgerissen. An das Hagenrathaus grenzten bzw. mit diesem verbunden waren das Hägener Gewandhaus und das Klipphaus.

## Beschreibung
Beim Hagenrathaus handelte es sich um ein gotisches Bauwerk. Das Gebäude verlief von Süden nach Norden. Das Aussehen des Rathauses von außen und von innen, besonders aus den Zeiten vor den Umbauten, ist kaum überliefert. Erst in den späteren Jahren des Rathauses wurden Zeichnungen angefertigt. Bilder, die das gesamte Rathaus zeigen, hat es jedoch vermutlich nicht gegeben.
Die Fassade besaß Spitzbogenfenster, deren Giebel mit Krabben und Pflanzenkronen geschmückt waren, Vorlauben und Statuen. Im Inneren besaß das Rathaus eine Dornse, einen Saal, eine Küche, Gefängnisse und sonstige Räume.

## Geschichte
Das Hagenrathaus wurde um 1230 erbaut. Erstmals urkundlich erwähnt wurde es 1345. 1398 erfolgte ein Umbau des Gebäudes. Dies wird im Zinsbuch der Stadt Braunschweig erwähnt und es wird eine aufgewendete Summe von 162 Mark genannt. Der Zweck dieser Summe ist jedoch nicht bekannt, sie könnten jedoch für den Anbau von Lauben verwendet worden sein. Nach weiteren Rechnungen wurden 1400 und 1401 Werksteine am Gebäude verbaut und es wurden steinerne Bilder, also Statuen, hergestellt. Bei diesen Um- und Anbauten könnte das Altstadtrathaus als Vorbild gedient haben. Ab dieser Zeit sind keine Rechnungen mehr vorhanden, entweder sind diese verloren gegangen oder es wurden keine Arbeiten mehr an dem Gebäude verrichtet. Erst 1544 wurde der Maler Stefan Wittekop zu geringfügigen Malarbeiten am Rathaus beauftragt. Ab 1578 wurde das Rathaus erweitert und erneut umgebaut. Dabei handelte es sich größtenteils um umfangreiche Restaurierungsarbeiten. Das Rathaus wurde weiß gestrichen und die Säle und Lauben ausgemalt. Die Fenster wurden mit Glas aus Venedig verglast. Die Lichtkronen aus Messing wurden geputzt und geflickt. 1608 ließ der Bürgerhauptmann und Bauherr des Hagens Georg von Rethem am Rathaus den Denkspruch Principum discordia est aliquid commune suum facere! einhauen und vergolden. 1609 wurde noch eine neu errichtete Laube ausgemalt, dies war wohl die letzte Arbeit am Rathaus. 1671 vereinigte sich der Hagen mit den anderen Weichbilden und das Rathaus wurde somit nicht mehr benötigt. Um es nicht leerstehen zu lassen, vermietete die Stadt es und es wurde ein Bücherladen und später noch eine Tabakfabrik darin eingerichtet.
Von 1689 bis 1690 ließ Herzog Anton Ulrich das von der Stadt ungenutzte Rathaus und das angrenzende Gewandhaus durch Johann Balthasar Lauterbach zum Opernhaus umbauen. Nach diesem Umbau blieb nur die Nordseite des Rathauses unverändert. Dieser Giebel besaß gotische Fenster und es war eine Figur der heiligen Katharina, der Schutzpatronin des Hagens, angebracht. Der restliche Teil der Fassade verschwand hinter Holzanbauten. Am 1. September 1861 fand mit Mozarts Stück „Die Zauberflöte“ die Schlussvorstellung im Opernhaus statt. Drei Jahre später wurde das Bauwerk und somit das darin verbaute Rathaus und Gewandhaus abgerissen. Mit dem Abriss des Opernhauses entstand der vergrößerte Hagenmarkt, wie er heute anzutreffen ist, und eine direkte Verbindung vom Bohlweg zur Wendenstraße.